# La vita è bella
La vita è bella è un film del 1997 co-scritto, diretto e interpretato da Roberto Benigni.
La pellicola vede protagonista Guido, un ebreo italiano che viene deportato insieme alla sua famiglia in un lager nazista e cerca di proteggere il figlio dagli orrori dell'Olocausto facendogli credere che tutto ciò che vedono sia parte di un gioco, in cui dovranno affrontare prove durissime per vincere un meraviglioso premio.
Vincitore di tre Premi Oscar, miglior film straniero, miglior attore protagonista (Roberto Benigni) e migliore colonna sonora (Nicola Piovani), su sette candidature, fu presentato in concorso al 51º Festival di Cannes, dove vinse il Grand Prix Speciale della Giuria; inoltre vinse 9 David di Donatello, 5 Nastri d'argento, il Premio César per il miglior film straniero, 5 Globi d'oro, 2 European Film Awards e un premio medaglia a Gerusalemme. Fu inoltre inserito dal National Board of Review of Motion Pictures nella lista dei dieci migliori film stranieri del 1998. La colonna sonora firmata da Nicola Piovani fu acclamata in tutto il mondo, divenendo uno dei pezzi pregiati della discografia del compositore.
Alla sua uscita, in Italia incassò la cifra record di 92 miliardi di lire, divenendo il film italiano di maggiore incasso di sempre, oltre a essere una delle pellicole italiane più apprezzate e popolari nel mondo. Oltre a essere l'opera che ha consacrato Benigni a livello internazionale, il film vanta anche numerosi primati: è il film italiano che ha incassato di più al mondo (230 milioni di dollari), il più premiato agli Oscar, il più visto al suo primo passaggio in TV su Rai 1 (oltre 16 milioni di spettatori e il 53% di share) e uno dei film italiani di maggior incasso e successo in Italia, divenuto ormai un vero e proprio cult.

## Titolo
Il titolo del film venne inizialmente scelto dagli autori e dallo stesso Benigni per indicare l'imperturbabile volontà del protagonista di ricercare la felicità, anche nelle situazioni estremamente drammatiche. Fu poi il casuale ritrovamento delle due frasi «La vita è bella. Possano le generazioni future liberarla da ogni male, oppressione e violenza e goderla in tutto il suo splendore» nel testamento di Lev Trockij, e «Io pensavo che la vita fuori era bella, e sarebbe ancora stata bella, e sarebbe stato veramente un peccato lasciarsi sommergere adesso» di Primo Levi nell'opera Se questo è un uomo (nella quale Levi racconta proprio la sua drammatica esperienza come deportato nei campi di sterminio nazisti) a decretare quello come titolo definitivo.

## Trama
Italia, 1939. Guido Orefice è un allegro e giocoso giovane ebreo; trasferitosi dalla campagna toscana, si reca ad Arezzo con l'amico Ferruccio. Dove dopo una serie divertente di peripezie ed equivoci, che lo vedono tra l'altro protagonista di uno scambio di identità con re Vittorio Emanuele III di Savoia, incontra Dora, una giovane maestra elementare, a cui subito dà il soprannome di "principessa", innamorandosene. Arrivato in città, viene ospitato da suo zio Eliseo, maître del Grand Hotel, dove Guido inizia a lavorare come cameriere. Quello stesso giorno Guido, che vorrebbe aprire una libreria, si reca in municipio per presentare tale richiesta ed ha un litigio con Rodolfo, arrogante burocrate fascista, in seguito al quale entrambi si danno il soprannome di "scemo delle uova", a causa di un incidente nel quale Guido appoggia alcune uova nel cappello di Rodolfo, che gli si rompono sulla testa quando lo indossa.
Un giorno Guido incontra nuovamente Dora e scopre che quest'ultima è fidanzata con Rodolfo. All'hotel, il protagonista fa anche amicizia con il dottor Lessing, un medico tedesco appassionato, come lui, di indovinelli. Saputo che un ispettore scolastico ospite dell'hotel è convocato il giorno dopo nella scuola elementare dove insegna Dora per tenere una lezione antropologica, Guido trova uno stratagemma per sostituirsi a costui pur di incontrare l'amata. Il vero ispettore arriva quando Guido ha già ridicolizzato l'obiettivo iniziale dell'ispettore scolastico e ha raggiunto il suo scopo di incontrare Dora, fuggendo poi da una finestra. Il protagonista chiede poi a Dora i suoi programmi per la domenica successiva e ottiene da lei la notizia che andrà a vedere un'opera teatrale di Offenbach.
Quando Dora si reca a teatro con Rodolfo e i suoi amici, Guido la segue e, dopo lo spettacolo, con un altro stratagemma, la porta via dal fidanzato per andare a fare una passeggiata insieme. Mentre la accompagna a casa sua, Guido le confessa infine il proprio amore per lei. Qualche sera dopo, proprio al Grand Hotel, Rodolfo è in procinto di festeggiare il fidanzamento ufficiale con Dora, la quale non è mai stata veramente innamorata di lui, ma costretta al connubio dalla madre: la donna quindi decide di ricambiare i sentimenti di Guido, lo bacia e gli chiede di portarla via appena possibile. Guido quindi entra nel ristorante sul cavallo bianco dello zio Eliseo, non curandosi del fatto che sul dorso dell'animale qualcuno ha scritto "Achtung cavallo ebreo" (è già incominciata infatti la discriminazione razziale), e scappa con Dora, mentre a Rodolfo cade e si rompe in testa un ennesimo uovo, stavolta un grande uovo di struzzo etiope coloniale. Guido e Dora si sposano ed hanno un figlio, Giosuè.
1944. L'Italia è nel pieno della seconda guerra mondiale e della persecuzione razziale contro gli ebrei. Nonostante questi eventi, la famiglia Orefice sembra vivere un periodo abbastanza felice: Guido è riuscito ad aprire la sua libreria, nonostante quasi nessuno si presenti a causa delle persecuzioni, mentre Dora continua a lavorare nella sua scuola. La felicità viene bruscamente interrotta quando, il giorno del compleanno di Giosuè, Guido, suo figlio e lo zio Eliseo vengono catturati dalle truppe nazifasciste e caricati su un treno insieme ad altri ebrei per la deportazione in un lager. Dora, giunta a casa con la madre e trovati i segni del passaggio dei soldati del regime, corre alla stazione e chiede ai militari di guardia di salire anche lei sul treno, pur non essendo ebrea, per seguire il marito e il figlio. Guido rivedrà di sfuggita la moglie soltanto in una occasione, all'arrivo al lager. Lo zio Eliseo, troppo anziano per lavorare, viene destinato poco dopo alla camera a gas e, negli spogliatoi, da autentico gentiluomo, dimostra un'ultima volta il suo nobile contegno signorile aiutando una ufficiale delle SS a rialzarsi dopo che questa è scivolata, ricevendone in cambio solo un'occhiata di sdegno e rimprovero.
Pur di proteggerlo dagli orrori della realtà del lager, sin dall'inizio della tragica esperienza Guido racconta a Giosuè che stanno partecipando a un difficilissimo gioco, in cui si dovranno affrontare numerose prove per tentare di vincere, come premio finale, un carro armato vero. Quando il comandante tedesco si presenta nella baracca per spiegare il regolamento del lager, Guido si offre come interprete e traduce volutamente in modo sbagliato le sue parole, tra le perplessità degli altri prigionieri e il divertimento del piccolo. Con il passare dei giorni Giosuè entra attivamente nel vivo del "gioco", tra le cui "regole" c'è quella di rimanere nascosti nella camerata di suo padre e di altri prigionieri, in realtà per evitare che in caso di cattura sia destinato all'uccisione.
Durante una visita medica, Guido incontra nuovamente Lessing, il medico tedesco conosciuto al Grand Hotel, rientrato a Berlino cinque anni prima proprio per prendere parte alla soluzione finale nei confronti degli ebrei. Questi, ora membro del partito nazista, lo risparmia dalla camera a gas e gli offre un lavoro come cameriere ai tavoli di una cena degli ufficiali tedeschi: Guido riesce a farvi partecipare anche suo figlio per sfamarlo dignitosamente, confuso tra gli altri figli di ufficiali nel tavolo a loro riservato, illudendosi che il medico voglia mettere una buona parola per lui e per sua moglie. Grande sarà la sua delusione quando, quella stessa sera, il dottore lo chiamerà a sé soltanto per sottoporgli un assurdo indovinello del quale non riusciva a trovare la soluzione. Terminata la cena, Guido e il figlio addormentato sulle sue braccia tornano alla baracca, non prima di aver intravisto, in mezzo alla nebbia, una montagna di cadaveri di ebrei destinati al forno crematorio.
1945. Una notte, all'improvviso, con l'imminente fine della guerra e dell'occupazione nazista, i soldati tedeschi cominciano freneticamente ad abbandonare il campo di concentramento dopo aver fatto strage dei deportati rimasti. Guido, dopo aver nascosto Giosuè in un armadietto intimandogli di giocare a nascondino e di uscire solo quando non ci sarà più nessuno in zona, si traveste da donna e si mette alla ricerca di Dora. L'uomo tenta di raggiungere il camion delle detenute, ma viene scoperto dalle SS: dopo aver fatto un’ultima volta l'occhiolino a Giosuè in segno di addio, viene condotto in un vicolo da un soldato tedesco e fucilato. La mattina dopo, in un campo ormai vuoto e abbandonato dai tedeschi, il bambino esce dal suo nascondiglio. Da dietro l'angolo sbuca un carro armato statunitense, che si ferma proprio davanti a Giosuè. Il bambino, convinto di aver vinto il premio finale secondo il racconto del padre, esclama: "È vero!". Il soldato americano alla guida del carro lo fa salire a bordo e insieme a lui esce fuori dal campo, dove una chilometrica fila di deportati sta camminando verso la salvezza. Giosuè, ignaro della morte del padre, può alla fine ricongiungersi alla madre e riabbracciarla, gridando felice: "Abbiamo vinto!".

## Produzione
Inizialmente l'idea era quella di un film comico, dopo i successi di Johnny Stecchino (1991) e Il mostro (1994), ma in seguito il soggetto fu modificato. Il film fu girato tra il novembre 1996 e l'aprile 1997 tra Arezzo, Montevarchi, Castiglion Fiorentino, Cortona, Ronciglione, Roma e Papigno (Terni) con il titolo Buongiorno Principessa, la frase pronunciata ripetutamente dal personaggio di Benigni, ma successivamente anch'esso fu cambiato. Benigni dichiarò: «Questo film, che si chiama La vita è bella, mi è venuto fuori, ma con emozione, tanto che mi ha fatto tremare tutte le costole del costato, ma anche a girarlo, ma bello, bello, è un film che non fa dormire la notte». Uno spunto alla scrittura del film gli venne dalla vicenda di Rubino Salmonì, che gli raccontò la sua storia di deportato e sopravvissuto in seguito narrata nel libro Ho sconfitto Hitler.
I nomi dei protagonisti sono invece presi da Dora De Giovanni e Guido Vittoriano Basile, zii di Nicoletta Braschi; Basile, arrestato per la sua attività antifascista, morì nel campo di concentramento di Mauthausen, sorte analoga a quella del protagonista del film suo omonimo, fatto che stravolse la vita di Dora.
Durante le riprese, Benigni ebbe comunque qualche esitazione: «La gente mi diceva di fare attenzione perché era una idea molto estrema, temevo di offendere la sensibilità dei sopravvissuti. Lo so che tragedia sia stata, e sono orgoglioso di aver dato il mio contributo sull'Olocausto e sulla memoria di questo terrificante periodo della nostra storia. Io non sono ebreo, ma la storia appartiene a tutti».
Il campo di concentramento è stato ambientato in una vecchia fabbrica dismessa nei pressi di Papigno (Terni) che fu riadattata come lager per le riprese. Il carro armato "premio" è un M4 Sherman.
Questo fu l'ultimo dei 135 film di cui fu direttore della fotografia Tonino Delli Colli, il quale, in un'intervista, alla domanda su cosa volesse dire lavorare con Benigni, rispose: «È proprio una bellezza». Benigni si avvalse della consulenza dello storico Marcello Pezzetti e di Shlomo Venezia, sopravvissuto di Auschwitz che aveva ricoperto il ruolo di Sonderkommando, ovvero era stato uno dei deportati a cui i nazisti avevano imposto di collaborare con loro, in genere estraendo i corpi dalle camere a gas e cremandoli. In seguito quasi tutti i Sonderkommando vennero uccisi per evitare che divulgassero ciò che avevano vissuto durante l'Olocausto, e Venezia fu uno dei pochissimi sopravvissuti.
Il film fu distribuito nelle sale italiane il 18 dicembre 1997 in un'edizione di 124 minuti. In seguito Benigni modificò il montaggio riducendo la durata a 119 minuti e aggiungendo nel finale la voce narrante di Giosuè adulto (interpretato da Omero Antonutti) che ricorda il sacrificio del padre. Questa versione fu poi presentata al festival di Cannes 1998 e distribuita all'estero, ed è stata l'unica disponibile in home video fino al 2017 quando in occasione dei 20 anni dall'uscita del film nei cinema è stata ripristinata la versione integrale.

## Colonna sonora

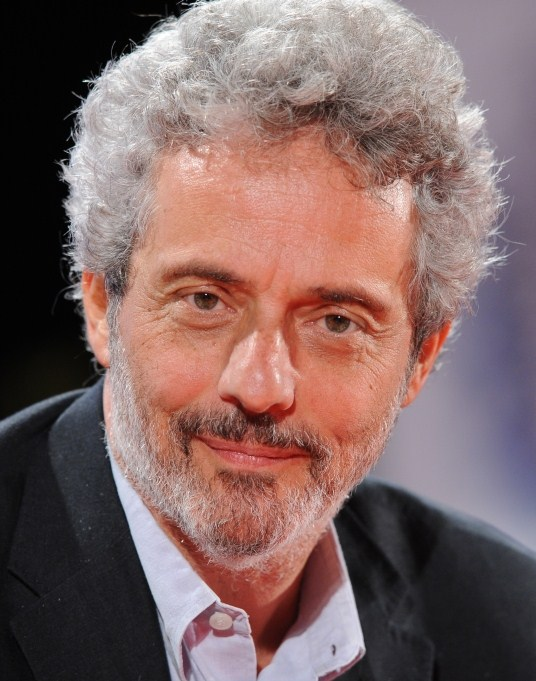
Nicola Piovani compose la colonna sonora del film per la quale vinse l'Oscar alla miglior colonna sonora originale

La colonna sonora è stata composta da Nicola Piovani, per la quale è stato assegnato l'Oscar alla miglior colonna sonora originale nel 1999. Il brano La vita è bella è stato successivamente ripreso (con l'aggiunta del testo) dalla cantante israeliana Noa, con il titolo di Beautiful That Way.

### Tracce
1. Buon Giorno Principessa
2. La vita è bella
3. Viva Giosuè
4. Grand hotel valse
5. La notte di favola
6. La notte di fuga
7. Le uova nel cappello
8. Grand hotel fox
9. Il treno nel buio
10. Arriva il carro armato
11. Valsa Larmoyante
12. L'uovo di struzzo-Danza etiope
13. Krautentang
14. Il gioco di Giosuè
15. Barcarola
16. Guido e Ferruccio
17. Abbiamo vinto (titoli di coda)

## Distribuzione

### Data di uscita
Uscito nelle sale cinematografiche italiane il 18 dicembre 1997, La vita è bella fu un grande successo di critica e di pubblico. Nei primi mesi del 1998 uscì anche in altri Paesi tra cui Francia, Portogallo e Romania. Nel maggio 1998 venne presentato in concorso al 51º Festival di Cannes, dove vinse il Grand Prix Speciale della Giuria.
Il 20 ottobre 1998 La vita è bella arrivò negli USA in italiano con sottotitoli in inglese, in un'edizione mutilata di nove minuti, con alcuni tagli e l'eliminazione del personaggio di Lydia Alfonsi; per promuovere il film, il giorno prima, Benigni fu ospite al David Letterman Show. Negli USA incassò 57 milioni di dollari e fu accolto entusiasticamente da numerosi critici locali. Successivamente il film uscì in altre parti del mondo come Regno Unito, Messico, Germania e Grecia. Il 23 agosto 1999 il film venne ridistribuito negli USA in una nuova edizione doppiata in inglese, ma questa versione si rivelò un fallimento: in essa Benigni è doppiato dall'attore statunitense Jonathan Nichols, mentre la napoletana Ilaria Borrelli e l'italo-americano James Falzone prestano le loro voci per i personaggi di Dora e del piccolo Giosuè.
Il 10 gennaio 1999 papa Giovanni Paolo II vide il film in una proiezione privata assieme a Benigni: il comico toscano ha più volte dichiarato come, raccontando alla madre l'avvenimento, lei non gli abbia mai creduto.

### Distribuzione televisiva
Quando il film fu trasmesso in TV per la prima volta da Rai 1 il 22 ottobre 2001, fu visto da 16080000 telespettatori con uno share del 53,67%, in assoluto il dato d'ascolto più alto per un film trasmesso dalla televisione italiana, battendo il precedente record d'ascolto di 14672000 telespettatori del film Il nome della rosa, che resisteva dal 1988.

### Edizioni home video
Nel 2002 è uscita in Italia un'edizione in DVD contenente come extra un'intervista, il making of in inglese con sottotitoli, il dietro le quinte con scene di prova inedite, e i video delle premiazioni a varie cerimonie (Premi Oscar, Festival di Cannes, Cesar, David di Donatello, BAFTA), il trailer originale statunitense, una galleria fotografica, il cast completo con biografia e filmografia dettagliata. Nel 2005 è uscito il DVD negli Stati Uniti d'America, nella versione sottotitolata. Nel 2010 il film è stato pubblicato in formato Blu-ray con diversi contenuti extra.
Nel 2017, in occasione del 20º anniversario del film, è stata pubblicata in home video una nuova edizione rimasterizzata; quest'edizione conta (solo nel formato Blu-ray) il ripristino della versione integrale del film, della durata originale di 124 minuti (comprendente, tra le altre scene, quelle con Lydia Alfonsi), e l'aggiunta nei contenuti extra di una nuova intervista a Benigni celebrativa dei vent'anni della pellicola.

## Accoglienza

### Incassi
Con 31231984 € il film è il 12º maggiore incasso di sempre in Italia, e la pellicola italiana con il maggior incasso della storia avendo incassato oltre 230000000 $ in tutto il mondo, a fronte di un costo di 15 miliardi di lire.
È il secondo film non di lingua inglese più visto e di maggior incasso negli Stati Uniti d'America dopo il taiwanese La tigre e il dragone, uscito nel 2001.

### Critica
Al contrario dei precedenti film di Benigni, trattati in maniera controversa, questo fu un successo di critica. Su Il Morandini si dice: «È il sesto film di Benigni come regista, sicuramente il più difficile, rischioso e migliore; analizzando la pellicola si possono quasi vedere due film in uno, oppure un film in due parti, nettamente separate per ambientazione, tono, luce e colori. La prima spiega e giustifica la seconda, una bella storia d'amore, prima tra un uomo e una donna, poi per un figlio, ma allo stesso tempo l'una è la continuazione dell'altra». La pellicola riceve votazioni molto alte su vari siti che si occupano di recensire film: sul sito Rotten Tomatoes riceve l'approvazione da parte dell'81% dei critici e del 96% del pubblico, sul sito Internet Movie Database riceve un voto di 8,6/10, sul sito MYmovies una valutazione media di 4,35/5. Il film si trova alla 26ª posizione della Top 250 dell'Internet Movie Database, risultando il film italiano con la più alta posizione in classifica dopo Il buono, il brutto, il cattivo di Sergio Leone.
Anche negli Stati Uniti d'America la pellicola venne largamente apprezzata: Janes Maslin sul New York Times scrive che: «Benigni è riuscito a creare una situazione in cui la commedia è coraggio e da questa situazione ha sviluppato un film non pretenzioso ed estremamente godibile che gioca con la storia in modo serio e leggero.». «Fa male ridere, ma ne vale la pena» ha sottolineato il New York Post. Secondo USA Today, che assegna 3,5 stelle su 4: «Life is beautiful è un film convincente che svolge bene le motivazioni dei personaggi e con un Benigni 'straordinario', dotato di una comicità spettacolarmente pungente. Se esiste un premio per la regia dei film di successo più schizofrenici dai tempi de Il laureato l'attore, regista e co-sceneggiatore dovrebbe vincerlo».
Tuttavia l’accoglienza del film non fu ovunque positiva. Il regista Mario Monicelli nel 2005 criticò «quella mascalzonata di Benigni in La vita è bella, quando alla fine fa entrare ad Auschwitz un carro armato con la bandiera statunitense. Quel campo, quel pezzo di Europa lo liberarono i russi, ma... l'Oscar si vince con la bandiera a stelle e strisce, cambiando la realtà». A queste affermazioni seguirono ulteriori polemiche due anni più tardi da parte di Oliviero Diliberto, allora segretario del Partito dei Comunisti Italiani, che riprese la critica di Monicelli circa la non veritiera liberazione di Auschwitz da parte degli americani.
A queste critiche Roberto Benigni in seguito rispose dichiarando che «il film non parla di Auschwitz, e infatti intorno al campo ci sono i monti, che ad Auschwitz invece non ci sono. Quello è "il" campo di concentramento, perché qualsiasi campo contiene l'orrore di Auschwitz, non uno o un altro».
Il film fu criticato anche dalla superstite della Shoah Liliana Segre nel suo La memoria rende liberi (2015). In un passaggio del libro, oltre a muovere critiche analoghe anche a Schindler's List, Segre infatti lo definì «un film terribilmente falso», che «banalizza l'Olocausto in nome di una bella finzione».

## Riconoscimenti
Il film ha ottenuto oltre 40 riconoscimenti internazionali: nel 1998 vinse 9 David di Donatello tra cui quello per miglior film, che venne consegnato da Vittorio Gassman a Benigni.
Durante la cerimonia degli Oscar del 21 marzo 1999 ha ricevuto ben 3 statuette su 7 candidature come, per il migliore attore protagonista (Roberto Benigni), la migliore colonna sonora e il miglior film straniero.

L'attrice Sophia Loren consegnò a Benigni la statuetta per il miglior film straniero ed egli, dalla felicità, balzò sulle poltrone degli spettatori e in uno stentato inglese divertì il pubblico statunitense. Poi furono premiati Nicola Piovani per le musiche e lo stesso Benigni come miglior attore, dalle mani dell'attrice Helen Hunt, diventando il primo interprete italiano (e il primo attore non-anglofono in assoluto) a ricevere l'Oscar al miglior attore recitando in un film in lingua straniera. Inoltre Giorgio Cantarini, interprete di Giosuè, vinse lo Young Artist Award, ovvero il premio dato ai giovani attori, diventando non solo il più giovane a vincerlo, 6 anni, ma anche l'unico di nazionalità italiana, considerandolo come un vero e proprio record, essendo solo gli attori bambini statunitensi a riceverlo.
- 1999 - Premio Oscar
  - Miglior film in lingua straniera (Italia)
  - Miglior attore protagonista a Roberto Benigni
  - Miglior colonna sonora a Nicola Piovani
  - Candidatura al miglior film a Elda Ferri e Gianluigi Braschi
  - Candidatura al miglior regia a Roberto Benigni
  - Candidatura alla migliore sceneggiatura originale a Roberto Benigni e Vincenzo Cerami
  - Candidatura al miglior montaggio a Simona Paggi
- 1999 - Premio BAFTA
  - Miglior attore protagonista a Roberto Benigni
  - Candidatura come miglior film straniero (Italia)
  - Candidatura come migliore sceneggiatura originale a Roberto Benigni e Vincenzo Cerami
- 1999 - Screen Actors Guild Award
  - Miglior attore protagonista a Roberto Benigni
  - Candidatura come miglior cast
- 1998 - Festival di Cannes
  - Grand Prix Speciale della Giuria a Roberto Benigni
  - Candidatura alla Palma d'oro a Roberto Benigni
- 1998 - David di Donatello
  - Miglior film a Roberto Benigni, Elda Ferri e Gianluigi Braschi
  - Miglior regia a Roberto Benigni
  - Miglior attore protagonista a Roberto Benigni
  - Migliore sceneggiatura a Roberto Benigni e Vincenzo Cerami
  - Miglior produttore a Elda Ferri e Gianluigi Braschi
  - Migliore scenografia a Danilo Donati
  - Migliore fotografia a Tonino Delli Colli
  - Migliori costumi a Danilo Donati
  - David Scuola a Roberto Benigni
  - Candidatura come miglior attore non protagonista a Sergio Bustric
  - Candidatura come miglior montaggio a Simona Paggi
  - Candidatura come miglior sonoro a Tullio Morganti
  - Candidatura come migliore colonna sonora a Nicola Piovani
- 1999 - Premio Flaiano
  - Premio per la sceneggiatura a Vincenzo Cerami e Roberto Benigni
  - Premio per l'interpretazione a Nicoletta Braschi
- 1998 - Nastro d'argento
  - Regista del miglior film a Roberto Benigni
  - Miglior attore protagonista a Roberto Benigni
  - Miglior attore non protagonista a Giustino Durano
  - Migliore sceneggiatura a Roberto Benigni e Vincenzo Cerami
  - Miglior soggetto a Roberto Benigni e Vincenzo Cerami
  - Candidatura come migliore colonna sonora a Nicola Piovani
- 1998 - Chicago Film Critics Association Award
  - Miglior film straniero a Roberto Benigni
  - Candidatura come Miglior film
  - Candidatura come Miglior attore protagonista a Roberto Benigni
- 1999 - Premio César
  - Miglior film straniero a Roberto Benigni
- 1998 - European Film Award
  - Miglior film a Roberto Benigni, Elda Ferri e Gianluigi Braschi
  - Miglior attore protagonista a Roberto Benigni
- 2000 - Premio Goya
  - Miglior film europeo (Italia)
- 1999 - Kansas City Film Critics Circle Award
  - Miglior film straniero
- 1998 - Las Vegas Film Critics Society Award
  - Miglior film straniero
  - Migliore regia a Roberto Benigni
  - Miglior attore protagonista a Roberto Benigni
- 1999 - Premio Lumière
  - Miglior film straniero a Roberto Benigni
- 1998 - National Board of Review Award
  - Migliori dieci film stranieri
  - Premio Speciale (per la regia) a Roberto Benigni
- 1998 - Satellite Award
  - Candidatura come Miglior film straniero a Roberto Benigni
- 1999 - Premio Amanda
  - Candidatura come miglior film straniero a Roberto Benigni
- 2000 - Awards of the Japanese Academy
  - Candidatura come Miglior film straniero
- 1998 - Boston Society of Film Critics Awards
  - Candidatura come miglior film straniero
  - Candidatura come Miglior regia a Roberto Benigni
- 1999 - British Independent Film Award
  - Candidatura come miglior film straniero
- 1999 - Critics' Choice Movie Award
  - Miglior film straniero
  - Candidatura come Miglior film
- 1998 - Globo d'oro
  - Miglior film a Roberto Benigni, Elda Ferri e Gianluigi Braschi
  - Miglior attore protagonista a Roberto Benigni
  - Migliore sceneggiatura a Roberto Benigni e Vincenzo Cerami
  - Miglior fotografia a Tonino Delli Colli
- 2000 - Grammy Award
  - Candidatura come migliore colonna sonora a Nicola Piovani
- 2000 - Premio Robert
  - Miglior film straniero a Roberto Benigni
- 1998 - San Diego Film Critics Society Award
  - Miglior film straniero a Roberto Benigni
- 1998 - Ciak d'oro
  - Miglior film a Roberto Benigni, Elda Ferri e Gianluigi Braschi
  - Miglior regia a Roberto Benigni
  - Miglior attore protagonista a Roberto Benigni
  - Miglior attrice protagonista a Nicoletta Braschi
- 1998 - AFI Fest
  - Miglior film a Roberto Benigni
  - Candidatura al Gran Premio della Giuria a Roberto Benigni
- 1999 - AACTA Award
  - Miglior film straniero a Roberto Benigni e Arnon Milchan
- 1999 - DGA Award
  - Candidatura come miglior regia a Roberto Benigni
- 1999 - Film Critics Circle of Australia Award
  - Candidatura come miglior film straniero
- 1999 - German Film Award
  - Miglior film straniero a Roberto Benigni
- 1998 - Montréal World Film Festival
  - Premio del Pubblico a Roberto Benigni
- 1999 - Palm Springs International Film Festival
  - Premio del Pubblico a Roberto Benigni
- 1999 - Southeastern Film Critics Association Award
  - Miglior film straniero
  - Candidatura come miglior sceneggiatura originale a Vincenzo Cerami e Roberto Benigni
- 1998 - Toronto International Film Festival
  - Premio del Pubblico a Roberto Benigni
- 1999 - American Comedy Award
  - Attore più divertente a Roberto Benigni
- 1998 - Athens International Film Festival
  - Premio del Pubblico a Roberto Benigni
- 1998 - Awards Circuit Community Awards
  - Miglior film straniero
- 2000 - Blue Ribbon Award
  - Miglior film straniero a Roberto Benigni
- 1999 - Chlotrudis Award
  - Migliore regia a Roberto Benigni
  - Candidatura come miglior film
  - Candidatura come miglior attore protagonista a Roberto Benigni
  - Candidatura come migliore sceneggiatura a Roberto Benigni e Vincenzo Cerami
- 2000 - Cinema Writers Circle Award
  - Miglior film straniero
- 1999 - Czech Lions
  - Candidatura come miglior film straniero a Roberto Benigni
- 1999 - Florida Film Critics Circle Award
  - Miglior film straniero
- 1999 - French Syndicate of Cinema Critics
  - Miglior film straniero a Roberto Benigni
- 1998 - Ft. Lauderdale International Film Festival
  - Miglior film a Roberto Benigni
  - Migliore regia a Roberto Benigni
  - Miglior attore protagonista a Roberto Benigni
- 1999 - Guild of German Art House Cinemas
  - Miglior film straniero a Roberto Benigni
- 1999 - Harry Award
  - Candidatura come Harry Award
- 1999 - Online Film & Television Association
  - Miglior film straniero
  - Candidatura come miglior film a Gianluigi Braschi e Elda Ferri
  - Candidatura come miglior regia a Roberto Benigni
  - Candidatura come miglior film drammatico a Gianluigi Braschi e Elda Ferri
  - Candidatura come miglior attore protagonista a Roberto Benigni
  - Candidatura come miglior attore in un film drammatico a Roberto Benigni
  - Candidatura come miglior performance rivelazione maschile a Francesco Guzzo
  - Candidatura come miglior sceneggiatura originale a Vincenzo Cerami e Roberto Benigni
  - Candidatura come migliori costumi a Danilo Donati
- 1999 - Online Film Critics Society Award
  - Miglior film straniero
  - Candidatura come miglior film
- 1999 - PGA Award
  - Candidatura come miglior produttore a Elda Ferri e Gianluigi Braschi
- 1998 - Vancouver International Film Festival
  - Film più Popolare a Roberto Benigni
- 1998 - Festival internazionale del cinema di Varsavia
  - Premio del Pubblico a Roberto Benigni
- 1999 - Young Artist Award
  - Miglior giovane attore a Giorgio Cantarini